# Fetească regală

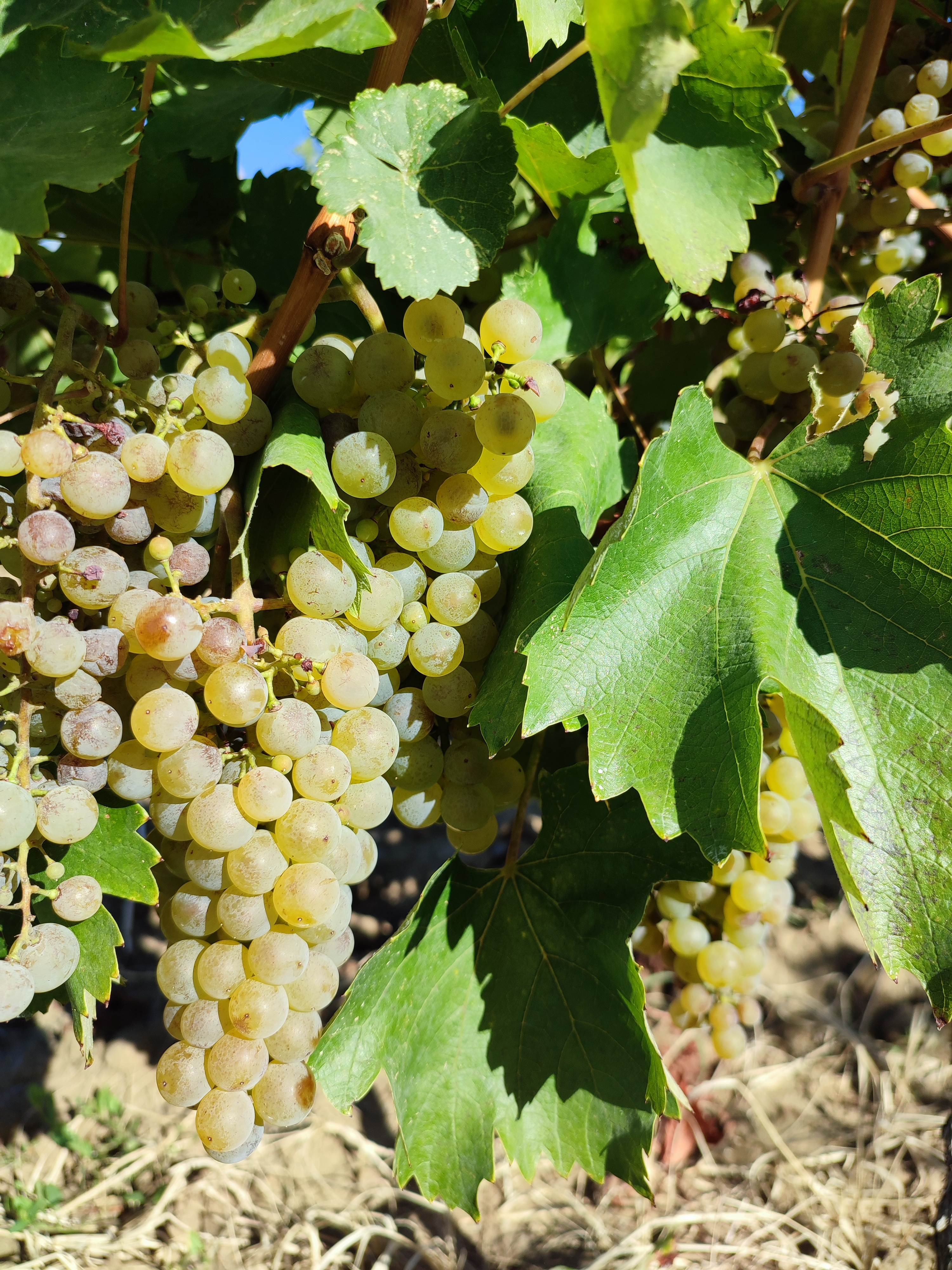

Fetească regală är en grön vindruva från Rumänien. Det är Rumäniens mest planterade druva och odlades på en areal av 12 661 hektar (2017), vilket utgör 13,5% av den totala arealen odlade ädeldruvor i landet. Namnet kan översättas ungefär till "Kungens lilla flicka". Den identifierades första gången i en by nära Sighișoara i Transsylvanien och beskrevs 1920. Ett vin gjort på druvan presenterades på en vinmässa i Bucharest år 1928 och därefter har namnet blivit kvar. Nyligen (2013) har DNA-analys visat att Fetească regală är en korsning mellan druvan Fetească Alba och en moldavisk-rumänsk druva som heter Frâncușă. F. regală har många synonymer varav en är Fetească Shelfă.
Druvan är motståndkraftig mot svampsjukdomarna Mildiou och Oidium. Stocken är relativt köldtålig. Den är dock mycket känslig för torka. 
Inte bara skalet, utan också fruktköttet, innehåller relativt hög halt fenoler. Dessa följer då med fruktsaften och kan inte undvikas. Det kan ge vinet oönskad smak av grapefrukt och vitpeppar. Detta kan behöva motverkas och balanseras, vilket kan ske genom behandling och kontakt med ek (fat eller stavar). F. regală har ersatt Fetească Alba i Rumänien i stor utsträckning då den ger större skördar och är stabilare i avkastning. 
Vinerna varierar från enkla bordsviner till dyra kvalitetsviner. Det är ofta torra viner med frisk smak. För den inhemska rumänska marknaden görs halvsött vin.
Druvan odlas också i bl.a. Ungern, Moldavien, Österrike och Slovakien.